# The King of New York
Ne doit pas être confondu avec Un roi à New York.
Pour plus de détails, voir Fiche technique et Distribution.
The King of New York (King of New York) est un film italo-américano-britannique réalisé par Abel Ferrara, sorti en 1990. Ce film est sans doute l'un des plus accessibles du réalisateur Abel Ferrara et le fait découvrir aux yeux du grand public, deux ans avant Bad Lieutenant, considéré par la critique comme son chef-d'œuvre. Le film a autour de lui un noyau de fans qui le font accéder au rang de film culte.

## Synopsis
Frank White (Christopher Walken), un parrain du trafic de la drogue, sort de la prison de Sing Sing dans une limousine après y avoir passé cinq ans pour trafic de drogue. Emilio El Zapa, un trafiquant colombien, est abattu dans une cabine téléphonique. Un des tueurs laisse sur le cadavre le journal du jour avec en premier titre l'annonce de la libération de Frank.
De l'autre côté de la ville, le Roi Tito est dans une chambre d'hôtel avec Jimmy Jump (Laurence Fishburne) et Test Tube (Steve Buscemi), en train de négocier l'achat de cocaïne. Jimmy et Test abattent Tito et ses gardes du corps et volent la drogue.
Plus tard, dans une suite du Plaza Hotel, accompagné de ses deux groupies Raye et Melanie, Frank est félicité par Jimmy, Test Tube et d'autres membres du gang qui l'accueillent avec du champagne et un attaché-case rempli d'argent. Frank les quitte en compagnie de deux de ses avocats, Joey Dalesio (Calderón) et Jennifer (Julian) pour dîner. Frank exprime son désir de devenir maire de la ville et demande à Dalesio d'organiser une réunion avec un parrain de la mafia, Arty Clay (Gio). Lui et Jennifer sortent et s'engouffrent dans le métro. Confrontés à trois agresseurs, Frank les menace de son revolver, leur donne une liasse de billets et leur dit d'aller au Plaza Hotel, QG de Frank, s'ils veulent travailler.
Dalesio se rend à Little Italy pour organiser la réunion avec Clay, mais comme seul message pour son patron, le parrain urine sur ses chaussures. En entendant cela, Frank, Jump et d'autres membres du gang vont au Social Club de Clay, où Frank ordonne à Clay de lui donner un pourcentage sur tous ses profits. Quand le mafioso se met à l'insulter, Frank l'abat. En partant, Frank dit à qui veut l'entendre, qu'ils pourront tous trouver du travail en allant au Plaza Hotel.
La nuit suivante, Frank est confronté au détective Roy Bishop (Victor Argo), Dennis Gilley (David Caruso) et Thomas Flanigan (Wesley Snipes) de la brigade des narcotiques de la NYPD, qui lui disent qu'ils l'arrêtent. Au lieu de cela, ils le conduisent dans un endroit désert où ils lui montrent le corps d'Emilio Zapa dans un coffre. Mais quand Frank refuse d'avouer son implication, les trois policiers le malmènent quelque peu et le laissent sur place.
Frank envoie Dalesio à Chinatown prendre contact avec Larry Wong, un jeune chef de triade local qui possède pour 15 millions $ de cocaïne. Larry est méfiant et demande une rencontre sur un terrain neutre pour discuter de la transaction. Il demande 3 millions $ d'avance et 500 000 $ après la vente de la drogue. Frank lui demande de faire équipe avec lui et de partager les profits équitablement. Larry refuse et lui intime l'ordre de décider immédiatement pour la transaction. Frank décline la proposition.
Jimmy Jump et plusieurs lieutenants sont arrêtés par Gilley et Flanigan. Ces derniers leur expliquent qu'un des gardes du corps de Tito est vivant et qu'il veut témoigner. Quand Frank apprend l'arrestation de ses hommes, il ordonne à ses avocats de les faire libérer et leur envoie sa limousine pour les récupérer. Peu après, avec eux, ils font une descente à Chinatown où ils tuent Larry et son gang. Ils trouvent la cocaïne dans son repaire.
Gilley, Flanigan et d'autres policiers décident d'utiliser des méthodes illégales pour arrêter Frank. Se faisant passer pour des trafiquants de drogue, ils arrivent à convaincre Dalesio de les mener dans le night-club où Frank et ses hommes s'amusent. Arrivés à l'intérieur, les policiers abattent plusieurs membres du gang de Frank. S'enfuyant sur le pont de Queensboro, Frank et Jump échangent des coups de feu avec la police, les tuant tous sauf Gilley et Flanigan. Puis les deux hommes se séparent. Jump tire sur Flanigan et le tue. Gilley tire sur Jump, assiste à la mort de Flanigan puis achève Jump d'un tir dans la tête. Quelques jours plus tard, aux funérailles de Flanigan, Frank tue Gilley.
La même nuit, après que les hommes de Frank aient tué Dalesio, Frank va à l'appartement de Bishop, lui disant qu'il a mis 250 000 $ de primes sur chaque policier impliqué dans cette affaire. Pointant son arme sur Bishop, Frank explique qu'il a tué Tito, Larry, Arty Clay et Zapa parce qu'il désapprouvait leurs activités qui comprenaient notamment le trafic d'êtres humains et la prostitution d'enfants.
Avant qu'il ne parte, Frank force Bishop à s'attacher à une lourde chaise. Tandis que Frank se dirige vers le métro, Bishop utilise un pistolet caché pour se libérer. Suivant Frank dans les wagons, Bishop arrive à sa rencontre. Frank tire sur Bishop et le tue mais le policier a le temps de répliquer en tirant une fois. Dans un taxi sur Times Square, Frank réalise qu'il a été touché. Tandis qu'il agonise, le chauffeur de taxi, qui a remarqué en regardant dans le rétroviseur les traces de sang de son passager, abandonne son véhicule. Au moment où les policiers approchent et encerclent la voiture, Frank ferme les yeux et décède.

## Fiche technique
- Titre : The King of New York
- Titre original : King of New York
- Réalisation : Abel Ferrara
- Scénario : Nicholas St. John
- Producteurs : Augusto Caminito, Mary Kane, Jay Julien, Randy Sabusawa et Vittorio Squillante, pour Caminito
- Sociétés de production : The Rank Organisation, Reteitalia et Scena International
- Musique : Joe Delia
- Photographie : Bojan Bazelli
- Montage : Anthony Redman
- Décors : Alex Tavoularis
- Costumes : Carol Ramsey
- Pays d'origine : Italie, États-Unis, Royaume-Uni
- Langue : Anglais
- Format : Couleurs - 1,85:1 - Dolby Surround - 35 mm
- Genre : Film de gangsters, thriller
- Durée : 106 minutes
- Dates de sortie :
  -  France : 18 juillet 1990, ressortie le 17 août 2005
  -  États-Unis : 28 septembre 1990
- Classification CNC : interdit aux moins de 16 ans, art et essai (visa d'exploitation no 74164 délivré le 22 août 1990)[1]

## Distribution
- Christopher Walken (VF : Yves-Marie Maurin) : Frank White
- David Caruso (VF : Patrick Floersheim) : Dennis Gilley
- Laurence Fishburne (VF : Med Hondo) : Jimmy Jump
- Victor Argo (VF : Jean-Claude Michel) : Roy Bishop
- Wesley Snipes (VF : Daniel Kamwa) : Thomas Flanigan
- Janet Julian (en) (VF : Nathalie Régnier) : Jennifer
- Giancarlo Esposito (VF : Tola Koukoui) : Lance
- Paul Calderon (VF : Pascal Légitimus) : Joey Dalesio
- Jay Julien (VF : René Bériard) : Abraham Cott
- Theresa Randle (VF : Dominique Chauby) : Raye
- Joey Chin (VF : Lionel Henry) : Larry Wong
- Leonard L. Thomas (en) : Blood
- Roger Guenveur Smith (VF : Pascal Germain) : Tanner
- Carrie Nygren : Melanie
- Frank Gio (VF : Jean Violette) : Artie
- Ernest Abuba (VF : Georges Berthomieu) : Roi Tito
- Steve Buscemi (VF : Denis Boileau) : le testeur de drogue
- Harold Perrineau : chef des voyous dans le métro
- Freddie Jackson (VF : Pascal Légitimus) : lui-même
- Ariane Koizumi : Ariane

## Production

### Genèse du film
Nicholas St John a écrit le scénario. Il est le scénariste attitré d'Abel Ferrara depuis 1976 et le film pornographique Nine lives of a wet Pussy jusqu'en 1996 et Nos funérailles.
Bien que le tournage ait lieu à New York, le financement est intégralement italien, provenant des sociétés Rank Film Organisation, Reteitalia et Scena International. Le film est produit par Augusto Caminito, originaire de Naples.
Comme pour la majorité des productions de la première moitié de carrière d'Abel Ferrara, le film se déroule à New York, ville de naissance du réalisateur que ce dernier filme comme une mégapole sombre, déclinante, sale et lugubre.
Le tournage se déroule du 19 avril 1989 au 14 juin 1989 à New York.

### Distribution
The King of New York est la première collaboration entre Ferrara et Christopher Walken, qui devient par la suite l'un des fidèles acteurs du cinéaste avec des apparitions dans The Addiction en 1995, Nos funérailles en 1996 et New Rose Hotel en 1998.
Incarnant le policier Roy Bishop, Victor Argo est aussi l'un des acteurs fétiches du réalisateur, présent de The King of New York à Christmas en 2001. Ferrara retrouve encore David Caruso, qu'il avait dirigé dans la série Crime Story et dans le film China Girl en 1987. Apparaissent aussi à l'écran plusieurs acteurs récurrents dans ses productions comme Laurence Fishburne, Wesley Snipes et Giancarlo Esposito.
Laurence Fishburne devait incarner le rôle du policier Thomas Flanagan, rôle obtenu par Wesley Snipes, tandis que James Russo devait incarner le rôle du gangster Jimmy Jump, rôle obtenu par Fishburne.

### Bande originale
- Concerto pour violon op.8 - Automne, composé par Antonio Vivaldi
- Am I Black Enough For You ?, interprété par Schoolly D
- Saturday Night, interprété par Schoolly D
- Strivin, interprété par Party Posse
- Dream On, interprété par Freddie Jackson
- Rockabilly Willy, interprété par Abel Ferrara et Haywood Gregory
- Piece of the Rock, composé par Joe Delia, Nicholas St. John et Abel Ferrara

## Réception
À la première du The King of New York au Festival du film de New York, de nombreux spectateurs, dont la femme de Ferrara, quittent la salle. À l'entretien du question/réponse à la sortie de la première, la première question posée est la suivante « Ce film est une abomination ; pourquoi ne donnez-vous pas la procédure pour entrer dans un programme de désintoxication ? » Certains acteurs sont hués. Pourtant le film reçut de bonnes critiques, il obtient 71 % de critiques favorables, avec un score moyen de 6,1/10 et sur la base de 24 critiques collectées, sur le site agrégateur de critiques Rotten Tomatoes. Le film n'est pas un succès commercial à sa sortie en salle, n'engrangeant que 2 554 476 $ aux États-Unis et 73 517 entrées en France lors de sa sortie initiale. Depuis sa sortie vidéo, toutefois, le film a acquis un statut de film culte.

## Récompenses & Nominations

### Récompenses
- 1991 : MystFest -"Best Direction" (Abel Ferrara) Prix du meilleur réalisateur

### Nominations
- 1991 : Independent Spirit Awards prix de la meilleure photographie pour Bojan Baseli[2].
- 1991 : MystFest prix du meilleur film, Best Film (Abel Ferrara).

## Impacts sur la culture populaire
- « The black Frank White » est un des nombreux pseudonyme que Christopher Wallace, alias The Notorious B.I.G., utilisait durant certaines interviews.